# Юшкова, Ангелина Николаевна
Ангелина Николаевна Юшкова (13 ноября 1979, Воронеж, СССР) — российская спортсменка, представляла художественную гимнастику в командных упражнениях. Бронзовый призёр летних Олимпийских игр 1996 в командных упражнениях. Заслуженный мастер спорта Российской Федерации по художественной гимнастике.

## Награды
- Медаль ордена «За заслуги перед Отечеством» II степени (6 января 1997 года) — за заслуги перед государством и высокие спортивные достижения на XXVI летних Олимпийских играх 1996 года[1]